# Lamberton (Minnesota)
Lamberton ist eine Kleinstadt (mit dem Status „City“) im Redwood County im US-amerikanischen Bundesstaat Minnesota. Das U.S. Census Bureau hat bei der Volkszählung 2020 eine Einwohnerzahl von 792 ermittelt.

## Geografie
Lamberton liegt im Südwesten Minnesotas am südlichen Ufer des Cottonwood River, einem rechten Nebenfluss des in den Mississippi mündenden Minnesota River. Die Stadt erstreckt sich über eine Fläche von 2,02 km². 
Benachbarte Orte von Lamberton sind Wabasso (20,7 km nördlich), Wanda (15,1 km nordöstlich), Springfield (25,1 km östlich), Sandborn (13 km ostsüdöstlich), Jeffers (25,3 km südsüdöstlich), Storden (25,4 km südsüdwestlich) und Revere (8,2 km westlich). 
Die nächstgelegenen größeren Städte sind Minneapolis (217 km ostnordöstlich), Minnesotas Hauptstadt Saint Paul (231 km in der gleichen Richtung), Rochester (247 km östlich), Iowas Hauptstadt Des Moines (422 km südöstlich), Omaha in Nebraska (397 km südlich), Sioux Falls in South Dakota (177 km südwestlich) und Fargo in North Dakota (373 km nordnordwestlich).

## Verkehr
In West-Ost-Richtung verläuft der U.S. Highway 14 als Hauptstraße durch Lamberton. Alle weiteren Straßen sind untergeordnete Landstraßen, teils unbefestigte Fahrwege oder innerörtliche Verbindungsstraßen.
Parallel zum US 14 verläuft durch das Stadtgebiet von Lamberton eine Eisenbahnlinie der Dakota, Minnesota and Eastern Railroad, einer regionalen (Class II) Eisenbahngesellschaft.
Der Redwood Falls Municipal Airport befindet sich 49,9 km nordöstlich von Lamberton. Der nächste Großflughafen ist der Minneapolis-Saint Paul International Airport (214 km ostnordöstlich).

## Demografische Daten
Nach der Volkszählung im Jahr 2010 lebten in Lamberton 824 Menschen in 366 Haushalten. Die Bevölkerungsdichte betrug 407,9 Einwohner pro Quadratkilometer. In den 366 Haushalten lebten statistisch je 2,1 Personen. 
Ethnisch betrachtet setzte sich die Bevölkerung zusammen aus 96,7 Prozent Weißen, 0,2 Prozent amerikanischen Ureinwohnern, 1,6 Prozent Asiaten sowie 0,5 Prozent aus anderen ethnischen Gruppen; 1,0 Prozent stammten von zwei oder mehr Ethnien ab. Unabhängig von der ethnischen Zugehörigkeit waren 1,9 Prozent der Bevölkerung spanischer oder lateinamerikanischer Abstammung. 
21,0 Prozent der Bevölkerung waren unter 18 Jahre alt, 46,0 Prozent waren zwischen 18 und 64 und 33,0 Prozent waren 65 Jahre oder älter. 53,9 Prozent der Bevölkerung war weiblich.

Das mittlere jährliche Einkommen eines Haushalts lag bei 38.375 USD. Das Pro-Kopf-Einkommen betrug 23.632 USD. 9,6 Prozent der Einwohner lebten unterhalb der Armutsgrenze.